# Matthias Schweighöfer
Matthias Schweighöfer (Anklam, 11 de março de 1981) é um ator e cineasta alemão. Ele é mais conhecido por seu papel como Tenente Franz Herber no filme Operação Valquíria de 2008. Em 2021, apareceu como Ludwig Dieter no filme da Netflix Army of the Dead: Invasão em Las Vegas, dirigido por Zack Snyder. Em 2023, interpretou o físico Werner Heisenberg na cinebiografia de Christopher Nolan, Oppenheimer.

## Biografia
Nascido em Anklam, Pomerânia Ocidental, Schweighöfer frequentou a renomada escola de atuação Ernst Busch Academy of Dramatic Arts de Berlim, mas desistiu após um ano.  Apesar disso, ele já havia trabalhado com diretores consagrados como Peter Greenaway.
Seu primeiro papel em um filme foi Changing Skins (1997), dirigido por Andreas Dresen. Nos anos seguintes, apareceu em projetos como Soloalbum (2003), Off Beat (2004), Eight Miles High (2007) e Rabbit Without Ears.
Schweighöfer interpretou o tenente Franz Herber em Operação Valquíria, um filme de 2008 que dramatiza o assassinato fracassado de 20 de julho e o plano de golpe político para matar Adolf Hitler. O lançamento internacional de Valkyrie e o elenco de estrelas (incluindo Tom Cruise, Kenneth Branagh, Terence Stamp e Bill Nighy) não só permitiu que Schweighöfer se tornasse reconhecido no exterior, mas proporcionou-lhe uma oportunidade de ser escalado para outros papéis de língua inglesa.
Em 2010, estreou como diretor de cinema com a comédia romântica What a Man, seguida em 2013 por seu segundo filme Break Up Man. Em 2017, dirigiu, produziu e protagonizou o papel principal em You Are Wanted, a primeira série de TV em língua não inglesa da Amazon Studios.

## Filmografia
- 1999: Dr. Stefan Frank (Série de TV) como Ingo
- 2000: Taboo como Ben Simon
- 2000: Trust Me como Speedy
- 2001: Babykram ist Männersache como Malte
- 2001: Herz im Kopf como Dirk
- 2002: At Night in the Park como Hansen
- 2002: Friends of Friends (Filme para televisão) como Gregor
- 2002: FeardotCom como Dieter Schrader
- 2003: Soloalbum como Ben
- 2003: Die Klasse von '99 como Felix
- 2004: Baal (Filme para televisão) como Baal
- 2004: Kalter Frühling (Filme para televisão) como Ben
- 2004: Kammerflimmern como Crash
- 2004: Gold – The Tulse Luper Suitcases
- 2005: Schiller (Filme para televisão) como Friedrich Schiller
- 2005: Polly Blue Eyes como Ronny Helske
- 2006: Lulu (Filme para televisão) como Jack the Ripper
- 2007: Das wilde Leben como Rainer Langhans
- 2007: Ein spätes Mädchen (Filme para televisão) como Felix
- 2007: Fata Morgana como Daniel
- 2007: Rabbit Without Ears como Moritz
- 2008: The Red Baron como Manfred von Richthofen
- 2008: The Architect como Jan Winter
- 2008: Valkyrie como Tenente Herber
- 2009: Mein Leben – Marcel Reich-Ranicki (Filme para televisão) como Marcel Reich-Ranicki
- 2009: Night Train como Frankie
- 2009: 12 Paces Without a Head como Gottfried Michaelsen
- 2009: Rabbit Without Ears 2 como Moritz
- 2010: Friendship! como Tom
- 2011: What a Man como Alex Nowak
- 2011: Woman in Love como Alexander Honk
- 2012: Russendisko como Wladimir
- 2013: Schlussmacher como Paul Voigt
- 2013: Frau Ella como Sascha
- 2013: Kokowääh 2 como Ele mesmo
- 2014: Joy of Fatherhood como Felix
- 2015: The Little Prince como A Raposa (versão alemã)
- 2015: The Manny como Clemens
- 2016: The Most Beautiful Day como Andi
- 2016: Vier gegen die Bank como Max
- 2017: The Price como Jonas
- 2017: You Are Wanted (Série de TV) como Lukas Franke
- 2018: Hot Dog como Theo
- 2018: Vielmachglas como Erik Ruge
- 2018: 100 Things como Toni Katz
- 2018: Kursk como Pavel Sonin
- 2019: Playmobil: The Movie como Rex Dasher (versão alemã)
- 2020: Resistance como Klaus Barbie
- 2021: Army of the Dead como Ludwig Dieter
- 2021: Army of Thieves como Ludwig Dieter/Sebastian Schlencht-Wöhnert
- 2022: The Swimmers como Sven
- 2022: Hinterland como Josef Severin
- 2023: Oppenheimer como Werner Heisenberg
- 2023: Heart of Stone como "Valete de Copas"
- TBA: Girl You Know It’s True